# Escrava Romana (Oscar Pereira da Silva)
Escrava Romana é um óleo sobre tela realizado em 1894 pelo pintor brasileiro Oscar Pereira da Silva (1867-1939). O quadro, pertencente ao acervo da Pinacoteca do Estado de São Paulo, retrata uma escrava romana que está sendo vendida como objeto sexual. A presença feminina, tal qual se coloca nesta obra, destoa da pintura de Oscar Pereira da Silva, apesar de temas ligados à Antiguidade e à Bíblia serem recorrentes em seu repertório.
A obra possui um caráter realista e é uma academia historiada. Também se observa a opção do artista em combinar elementos de seu período com detalhes históricos. Por exemplo, observa-se que o corpo da escrava tem traços mais semelhantes aos das mulheres da época em que o quadro foi pintado, enquanto os objetos que compõem o vestuário e o cenário são característicos da época do Império Romano.
A "Escrava Romana" foi um quadro que fez sucesso entre a crítica brasileira. Ela fez parte da Exposição Geral de Belas Artes de 1894 e ganhou a medalha de ouro no Salão Nacional de Belas Artes do Rio de Janeiro de 1897.

## Composição do quadro

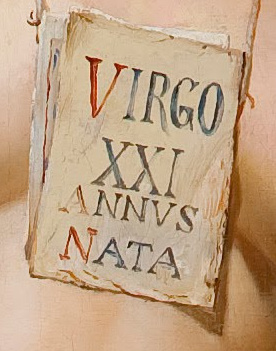
Detalhe de placa no quadro, onde se lê, em latim: "Virgem de 21 anos".

No quadro a escrava de cabelos longos e castanho escuro está em pé e seminua, o que mostra sua pele branca. Ela está usando somente brincos de argola, pulseiras douradas e um cinto também dourado com detalhes. Nele estão presos dois tecidos que cobrem as partes íntimas e um pedaço das pernas da mulher. Um deles se parece com um tapete árabe, é da cor verde musgo e tem um forro de listras brancas, verdes, rosas e azuis. Já o outro tecido é inteiramente branco. No pescoço a mulher carrega uma pequena placa com o escrito em latim e em números romanos VIRGO XXI ANNVS NATA, que significa "virgem de 21 anos".
A postura da escrava é relaxada. Sua perna direita está levemente flexionada, a cabeça está inclinada para o lado direito, os olhos estão quase fechados e a palma da mão direita está apoiada na cintura. Ela está de pé na frente de uma parede de tábuas de madeira escura. Na altura das coxas da mulher, a parede passa a ser de blocos de pedras acinzentados. Já o chão também é de madeira, mas em um tom mais claro. No cenário poucos elementos estão presentes. Na parede há uma placa pouco visível, por também ser da cor marrom, onde está escrito em latim VIRGO XXI ANNVS MCCLXXVI (virgem de 21 anos 1276). No chão, ao lado do pé direito da escrava existe uma ânfora, que consiste em um vaso de barro de origem grega muito usado pelos romanos para carregar líquidos, como vinho, azeite, água e salmouras. Já do lado esquerdo, na altura dos joelhos da mulher, há um pequeno banco com um tecido vermelho jogado por cima.

## Contexto em que a obra foi pintada
O quadro "Escrava Romana" foi pintado por volta de 1894, durante o pensionato de Oscar Pereira da Silva na École des Beaux-Arts (ou a Escola de Belas Artes), em Paris. O brasileiro estudou lá entre os anos de 1890 e 1895, depois de ganhar (de forma polêmica) o Prêmio de Viagem em 1887, que era oferecido pela Acadêmia Imperial de Belas Artes, espaço que o artista frequentou entre 1880 e 1887. Por conta disso, é importante ressaltar que esse quadro foi feito enquanto o artista ainda estava formando sua identidade artística.
Na Escola de Belas Artes, Oscar Pereira teve dois mestres que influenciaram o seu estilo, inclusive para pintar a "Escrava Romana". Ele foi estudante no ateliê de Jean-León Gérôme, que como artista queria achar a beleza natural das coisas. Ele tinha como temas as cenas históricas (em que ele buscava uma grande fidelidade ao que estava sendo representado) e as figuras femininas nuas, o que inclui as escravas. Em suas aulas, ele prezava pela utilização dos modelos vivos, a pureza das formas e o aprimoramento dos desenhos. Além de Gérôme, o brasileiro também frequentou o ateliê de León Bonnat. Esse artista francês misturava o tradicional modo linear do desenho com o colorido, e tinha como principal foco de sua arte o homem, e não os cenários. Um ponto em comum entre esses dois mestres de Oscar Pereira da Silva é a valorização do desenho como elemento essencial para a pintura.
Não a toa, o brasileiro, desde o início da carreira, era conhecido por sua habilidade de desenhar a figura humana (mesmo os críticos reconheciam essa qualidade na sua arte), e a "Escrava Romana" é considerada um dos grandes exemplos disso. Essa característica, naquela época, era essencial para o reconhecimento de um artista conhecido e de sucesso no meio acadêmico. Para Oscar Pereira da Silva, uma boa pintura era aquela muito bem finalizada, e ao mesmo tempo ele não gostava da técnica da pincelada livre. Assim como seu mestre Gérôme, durante sua trajetória como pintor, o brasileiro pintou muitas obras conhecidas como acadêmia historiada.

## Análise da obra
A "Escrava Romana" é um quadro que pode ser analisado de várias formas. Para começar, ele é um estudo de um modelo vivo, que era bastante usado por Gérôme em seu ateliê. Essa técnica era muito utilizada nas pinturas históricas e como método de ensino por ajudar no aprendizado do movimento e da composição da obra. Por conta disso, o modelo vivo era muito apreciado pela arte acadêmica. Pelo fato de retratar uma escrava da época do Império Romano, o quadro também tem um caráter histórico, por isso é considerado uma acadêmia historiada, que é a principal vertente do academicismo. Além disso, a obra também apresenta características da Arte Pompier, na qual o desenho tem que ser realista e exaltar o belo, o que evoca princípios da Arte Clássica. Tanto a arte acadêmica, quanto a Pompier estavam em alta enquanto Oscar Pereira da Silva fazia seu pensionato na Europa, no final do século XIX.
Como visto no tópico "Contexto em que a obra foi pintada", os mestres Jean-León Gérôme e León Bonnat tiveram uma importante influência na "Escrava Romana". Temáticas frequentes de Gérôme eram cenas clássicas, o nu e a figura feminina idealizada, e por isso ele acabava pintando muitas escravas da antiguidade. Enquanto o tema do seu quadro tem grande relação com aqueles feitos por Jean-León, diferentemente de seu professor, Oscar Pereira da Silva optou por não desenvolver muito o cenário em "Escrava Romana", deixando somente os dizeres em latim, os números romanos e a ânfora para caracterizarem a mulher como uma escrava romana (e são justamente esses elementos que classificam essa obra como uma academia historiada). Essa simplicidade vista no quadro se dá por dois motivos. O primeiro é o fato do pintor ainda não estar completamente maduro como artista, já que ele fez a obra ainda nos seus anos de estudo. O segundo é a influência do seu outro mestre, León Bonnat, que se concentrava em desenvolver mais a figura como elemento central do que um fundo elaborado.

### A escrava

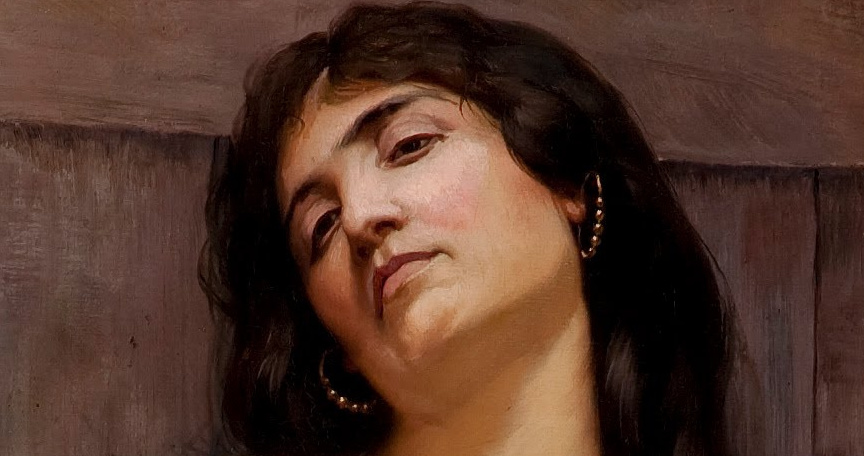
Rosto da escrava.

Por conta da precisão e da concretude das formas do corpo da escrava, é possível dizer que ela foi baseada em um modelo vivo. No entanto, apesar de ter essa característica realista da Arte Pompier, Oscar Pereira não se preocupou em exaltar o belo e reproduzir a idealização clássica do corpo humano. Pelo contrário. As olheiras, os pés grandes, as sobrancelhas grossas e as curvas do corpo (como o ventre inchado) mostram as "imperfeições" da mulher retratada. Ou seja, ela tem uma forma mais natural em oposição a ideal imaginada pelos gregos e que geralmente era pintada por Gérôme. Esses traços da escrava também não condizem com as virgens que são tradicionalmente pintadas no meio artístico. Enquanto essas têm características delicadas, não apresentam expressão, possuem um corpo perfeito e transmitem a imagem de pureza e inocência, a escrava romana de Oscar Pereira possui curvas, é mais robusta, tem um corpo maduro e uma postura confiante e sensual. Inclusive, a placa em seu pescoço indicando que ela é uma virgem pode ser interpretada como uma ironia (o que também é uma influência de Gérôme), já que a mulher não parece ser virgem. Sua barriga mais saliente, por exemplo, pode ser vista como uma evidência de que ela está grávida. Essa mesma placa que quer mostrar a pureza, também serve como um indicativo de submissão, que é algo buscado pelos donos de escravos.
Apesar disso, a postura da escrava não passa essa imagem de uma pessoa submissa e inocente. A sua posição, com a cabeça inclinada, a perna relaxada, a mão na cintura e o olhar quase fechado e dirigido diretamente ao observador, indicam desprezo, confiança e provocação. Já a nudez, que é usada com o objetivo de deixar os escravos em uma posição vulnerável diante do homem civilizado, também não deixa a mulher desconfortável. Ao contrário disso, ela exala sensualidade. Ou seja, a escrava de Oscar Pereira é diferente das escravas e das virgens geralmente retratadas nas pinturas mais tradicionais, inclusive daquelas feitas por Jean-León Gérôme.
Mas o quadro ainda apresenta uma outra influência dos seus mestres franceses. As pulseiras douradas, o cinto trabalhado, os brincos e o tecido que cobre as partes intimas da mulher (o que foi usada para não desrespeitar o que se entendia como moral naquele tempo) são típicos das pinturas Orientalistas. Além disso, esses mesmos elementos servem como enfeites de luxo para a mulher, que não é uma escrava qualquer, pois ela está sendo exposta como um objeto de prazer.

## Recepção ao quadro
De forma geral, o quadro "Escrava Romana" foi bem aceito pelo público. Os elogios se davam principalmente por conta da qualidade técnica da obra, que, como citado no tópico "Contexto em que a obra foi pintada", era uma das principais virtudes de Oscar Pereira da Silva como artista. Os críticos também exaltaram a estética do quadro, mas levando em conta que ele havia sido feito nos anos de estudo do brasileiro na França. A pintura fez tamanho sucesso que não só participou da Exposição Geral de Belas Artes de 1894, como também ganhou a medalha de ouro no Salão Nacional de Belas Artes do Rio de Janeiro de 1897 e foi adquirida em 1905 do Museu Paulista pela Pinacoteca de São Paulo, com o objetivo de fazer parte de uma das suas primeiras exposições permanentes.
Em diversas ocasiões, o jornal Correio Paulistano publicou críticas sobre as obras de Oscar Pereira da Silva, incluindo da "Escrava Romana". Na edição de 3 de fevereiro de 1906, um escritor que se identifica como G. R escreveu:
| “ | Se não fosse a preocupação de fazer depressa para fazer muito, e fazer muito para satisfazer o nosso público, que o que quer é comprar barato, cada um dos quadros de Oscar seria uma obra prima como essa magistral Escrava, que ele expôs na mostra da Academia das Bellas Artes em 1894 e que mereceu não só a Primeira Medalha de Ouro, como a aquisição da tela pelo Estado para a Pinacoteca. Esse quadro, do qual o artista fez aqui posteriormente uma ou duas reproduções, é soberbo e só por si faria a reputação de Oscar como pintor, se ele não tivesse outros como Le raccomodeur des fayences, Le mendiant dans la cour e dois ou três mais que valera quase tanto como a Escrava e mostram quanto pode o seu pincel poderoso. | ” |

Anteriormente, em 1905, o mesmo jornal já havia citado o quadro, que estava fazendo parte de uma exposição em São Paulo. Na edição de 18 de fevereiro de 1905 há uma seção no Correio Paulistano em que se lê:
| “ | Para prova do que ali afirmamos está essa nova exposição do artista, uma exposição que não apresenta muitos quadros, mas que contem trabalhos de inquestionável valor. Bastaria, dos quadros existentes na Galleria Webendorfer, destacar apenas essa admirável Escrava Romana, para que o mérito de Oscar Pereira se alarmasse distintamente. É um dos bons trabalhos ali expostos A escrava. Por ele o pintor revelou não só a riqueza da sua técnica, o bem cuidado do seu desenho que é irrepreensível, como o seu talento criador. O corpo dessa escrava romana, admirável tipo de rapariga, de seios rijos, apresentando a meio descobertas as belezas de uma plástica escultural, é a nota incisiva que para logo prenda a atenção do visitante. | ” |

No entanto, a "Escrava Romana" também foi alvo de algumas críticas negativas nas décadas seguintes. Quirino Campofiorito, um professor, pintor e crítico de arte brasileira dos séculos XIX e XX, contesta justamente essa linha academicista de Oscar Pereira, que nesse caso o distanciou da temática da realidade paulista. Ele também desaprova o fato dele ter pintado uma escrava judia da antiguidade, enquanto no Brasil seria possível encontrar diversas escravas para fazer parte de sua obra.
| “ | Ao dispor-se pela fixação de um tema clássico, esqueceu que a imagem de uma escrava encontrada na história de seu próprio país, poderia ter-lhe despertado inspiração mais viva. | ” |

## Restauração do quadro e controvérsia
Em setembro de 2010, diversas obras foram retiradas da Pinacoteca de São Paulo, inclusive a "Escrava Romana", e foram levadas para o Núcleo de Apoio a Pesquisa de Física Aplicada ao Estudo do Patrimônio Artístico e Histórico, do Instituto de Física da USP, que tinha como objetivo restaurar e fazer estudos com essas obras. A partir desse trabalho, alguns detalhes do quadro de Oscar Pereira da Silva foram revelados. Antes da restauração, o que se via no braço direito da mulher era uma argola que se assemelha com uma algema, mas depois do trabalho de 2010, revelaram-se as pulseiras douradas, assim como aquelas que se veem no braço esquerdo. No entanto, a diferença que mais chamou a atenção foi na assinatura do artista. Onde anteriormente só se lia OSCAR P. DA SILVA, depois da restauração também foi possível ver a inscrição "2° quadro do mesmo autor".
Essa pequena frase levou a alguns questionamentos sobre o quadro. Uma das hipóteses levantadas é de que a obra enviada por Oscar Pereira em julho 1894, durante seu período de estudos na Europa, para a Escola Nacional de Belas Artes no Rio de Janeiro não seja a mesma do acervo da Pinacoteca, e sim uma primeira versão mais simples do quadro. Isso porque na correspondência enviada pelo artista consta uma lista das telas enviadas, na qual é possível encontrar apenas o título "L’Esclave”, que significa "Escrava", em francês. Além disso, algumas críticas feitas a esse quadro na época apontam para o fato de que ele possui menos detalhes do que a versão presente na Pinacoteca. Na edição de 13 de outubro de 1894 da Gazeta de Notícias, ao falar do quadro "Escrava", que fazia parte da Exposição Geral de Belas Artes, é possível ler:
| “ | A escrava não tem nenhuma característica que justifique o título, mas é mais do que os dos seus companheiros n.137 e 143, um trabalho de maior fôlego, um estudo do nu, de tamanho natural, uma prova de grande boa vontade e de trabalho longo e cuidadoso. Nada de quadro e muito menos de escravidão; é um estudo. | ” |

Além disso, em uma charge publicada no mesmo jornal 10 dias antes, é possível ver uma representação da "Escrava" e um dos visitantes da exposição afirmando "Pobre moça! Para pagar o retrato, teve de vender até a camisa do corpo...". Nessas críticas pode-se notar que a habilidade técnica e o traço de Oscar Pereira são apontados de maneira positiva. O que é questionado é a capacidade criativa do artista para elaborar a composição do quadro, algo que o fizesse ir além dos estudos. Isso acontece porque essa primeira versão (que nunca foi encontrada) era mais simples, já que na obra não havia muitos elementos que pudessem caracterizar o status da mulher como uma escrava. Por conta disso, acredita-se que a versão encontrada na Pinacoteca seja uma resposta de Oscar Pereira a esses críticos. Nela o brasileiro teria acrescentado a placa no pescoço com os dizeres em latim e os números romanos, e assim o título da obra teria mudado de "Escrava" para "Escrava Romana". Essa segunda tela teria sido feita em algum momento entre 1894 e 1897, quando apareceu pela primeira vez com o título "Escrava Romana", no Salão Nacional de Belas Artes do Rio de Janeiro.
Nos jornais daquela época, é possível notar evidências de que Oscar Pereira fez mais de uma versão de seus quadros. Em um dos trechos do Correio Paulistano destacados acima, é dito que o artista fez reproduções de sua obra. Já em uma edição de 1902 do mesmo jornal, na seção "Notas e Fatos", está escrito que a "Escrava" é "uma bela cópia de um quadro do mesmo artista." Esses textos, além de revelarem o sucesso que a obra teve com o público, mostra como o artista fazia reproduções de seu próprio trabalho.
No total, hoje existem duas versões conhecidas do quadro "Escrava Romana" que foram feitas por Oscar Pereira da Silva. A primeira é a do acervo da Pinacoteca. Já a segunda pertence à coleção particular de Gabriela Ramaciotti, do Rio de Janeiro. Apesar das várias semelhanças, é possível ver diferenças entre as pinturas das duas obras. A assinatura, por exemplo, é igual, mas cada uma está em um canto inferior diferente da tela. Além disso, na versão do Rio de Janeiro não há pulseiras nos braços da escrava, o ventre aparenta ser menor, o rosto é mais oval, os olhos são menos expressivos e estão mais fechados, as bochechas são mais destacadas e aparentemente a placa pendurada no pescoço foi pintada em um segundo momento. Esses detalhes levantaram duas possibilidades. A primeira é de que o autor pintou a versão que pertence a Gabriela Ramaciotti de memória, por isso alguns detalhes são diferentes. A outra é de que esse quadro do acervo particular seria o mesmo que foi enviado ao Brasil em 1894 e que tinha como título "L’Esclave”.